# Петро (Полянський)
Митрополит Петро (в миру Петро Федорович Полянський; 28 червня [10 липня] 1862, село Сторожове, Коротоякский повіт, Воронезька губернія — 10 жовтня 1937, Верхнеуральск) — єпископ Російської православної церкви, митрополит Крутицький; патріарший місцеблюститель з 1925 року до неправдивого повідомлення про його смерть (кінець 1936 року).
Прославлений у лику Новомучеників і Сповідників Російських Архієрейським Собором 1997 року.

## Біографія
Народився 28 червня (10 липня) 1862 року в селі Сторожове Коротоякського повіту Воронезької єпархії в сім'ї парафіяльного священика.
Вчився він спочатку в місцевому духовному училищі, потім у Воронезькій Духовній семінарії, яку закінчив у 1885 році за першим розрядом. Був призначений на посаду псаломщика при храмі села Дівиці в Коротоякскому повіті.
У 1887 році Петро став вільним слухачем, а після складання іспитів — студентом Московської духовної академії. У студентські роки він, за спогадами його однокурсника, майбутнього митрополита Євлогія (Георгієвського), відрізнявся благодушністю, поступливістю, доброзичливістю. Є також ще ряд свідчень про життя майбутнього митрополита Петра. Був особистістю з дуже життєрадісним характером. Вчився він неспішно, особливо себе не стомлюючи. Митрополит Євлогій згадував, що одного разу Петро Федорович що був величезного зросту  сховався від помічника інспектора в шафу, але був знайдений, тому що шафа не набагато перевершував його за обсягом.
У 1892 році закінчив МДА зі ступенем кандидата богослов'я, одержаного за роботу «Про пастирські послання».

### На церковно-навчальної роботи
З 1892 року — помічник інспектора Московської духовної академії, а також безоплатно викладав Закон Божий в приватному жіночому училищі Сергієва Посада і був секретарем Товариства порятунку на водах.

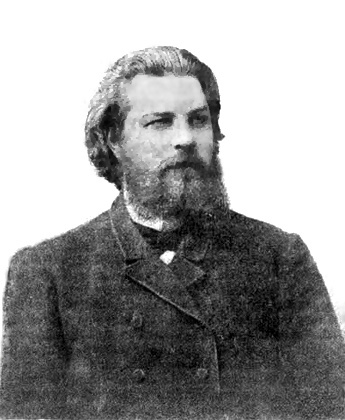
1890-ті роки

Одружений не був, проте не став приймати чернецтва, яке вкупі з вищою богословською освітою обіцяло велику кар'єру.
З часів служби в академії був дружній з майбутнім Патріархом Сергієм (Страгородским).
У 1895 році був церковним старостою у себе на батьківщині, в селі Сторожовому Воронезької єпархії. За особливу старанність у благоустрої парафіяльного храму Богоявлення він був удостоєний архіпастирської вдячності.

### Патріарший місцеблюститель
Патріарх Тихон помер 25 березня (7 квітня) 1925 року. Оскільки митрополити Кирило і Агафангел тоді перебували у засланні, містоблюстительні обов'язки по смерть патріарха Тихона негайно взяв на себе митрополит Петро; 9 квітня він направив голові ВЦВК Михайлу Калініну записку: Вступаючи в управління Православної Російської Церкви обов'язком вважаю, як громадянин СРСР,  переслати Вам прикладену при ньому копію акта 7 січня 1925 р. власноручно написану спочилим первоієрархом Російської Православної Церкви Патріархом Тихоном, яким на випадок його смерті Патріарші права і обов'язки передані мені як місцеблюстителю Патріаршого місця. Патріарший Місцеблюститель Петро, митрополит Крутицький.

У день поховання патріарха Тихона, 12 квітня (нов. стиль) 1925 року, відбулася нарада присутніх на його відспівуванні архіпастирів; ознайомившись з текстом «Заповіту», єпископи постановили підкоритися волі покійного первосвятителя: обов'язки патріаршого місцеблюстителя покладені були на митрополита Крутицького Петра, про що було складений висновок. У той же день митрополит Петро, як патріарший місцеблюститель, звернувся до Церкви з посланням, яке містило текст «Заповіту» покійного патріарха, і висновок про його достовірність, підписаний присутніми на його оголошенні архіпастирями.

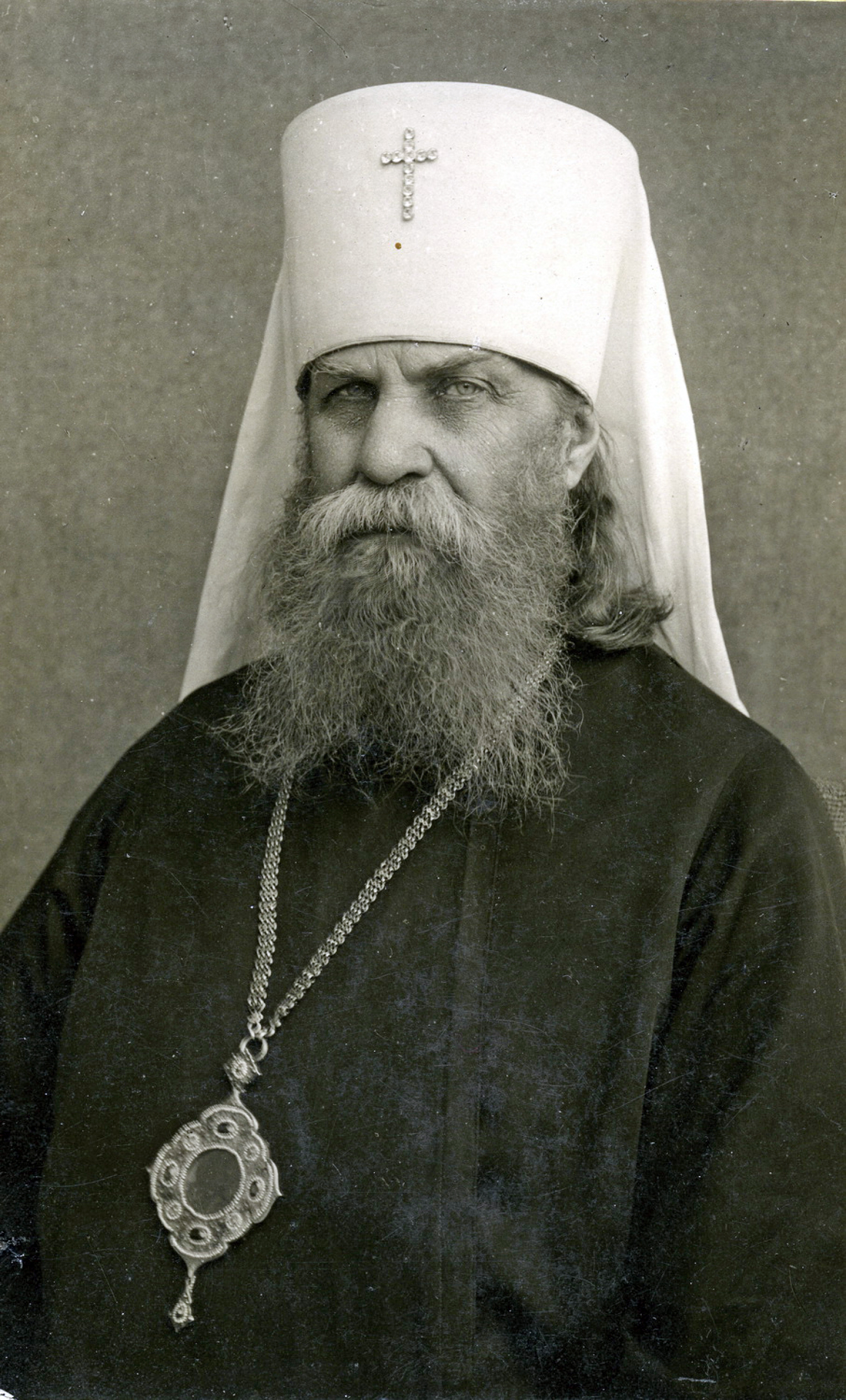

Акт був підписаний 58-ма єпископами Російської Церкви.
Рішуче виступив проти будь-яких домовленостей з обновленцами, які в 1925 році провели свій 2-й собор, на який запросили представників «староцерковников». Звернувся до архіпастирів, пастирів і всіх вірян з посланням від 28 липня 1925 року, в якому дав вельми розлогу і різку характеристику обновленцям і, найголовніше, заперечував яку б то не було можливість компромісу: "Потрібно твердо пам'ятати, що за канонічним правилам Вселенської Церкви всі <...>  ті хто самочинно скликають збори, як і колишні в 1923 році живоцерковні збори - незаконні. Тому бути присутнім на таких зборах православним християнам, а тим більше вибирати від себе представників на майбутні збори канонічні правила забороняють".

### Життя в ув'язненні
5 листопада 1926 був засуджений до 3 років заслання. У грудні етапований через пересильні в'язниці в Тобольськ, в лютому 1927 року доставлений в села Абалак, де утримувався в контрольованому обновленцями Абалакскому монастирі. На початку квітня знову заарештований і доставлений до Тобольської в'язниці. Влітку 1927 року по постанові ВЦВК висланий за Полярне коло, на берег Обської губи в селище Хе, де був позбавлений медичної допомоги. 11 травня 1928 року постановою Особливої наради ОГПУ термін заслання був продовжений на 2 роки.
У пам'яті місцевих дітлахів Митрополит Петро залишився життєрадісним старцем і, не дивлячись на тяготи і знегоди засланського життя в Хе, знаходив час для спілкування з місцевими жителями, віддаючи останнє дітям, хворим і стражденним.

Негативно ставився до співпраці із більшовиками, на яку пішов митрополит Сергій. У грудні 1929 направив йому лист, в якому, зокрема, говорилося:
Мені повідомляють про важкі обставини, які випали на Церкву в зв'язку з переходом кордонів довіреної Вам церковної влади. Дуже сумую, що Ви не потрудилися присвятити мене в свої плани з управління Церквою.
17 серпня 1930 року знову заарештований. Утримувався у в'язницях Тобольська і Єкатеринбурга. Відмовився від зняття з себе звання Патріаршого місцеблюстителя, незважаючи на погрози продовжити тюремне ув'язнення.

У листопаді 1930 року проти нього було порушено кримінальну справу за звинуваченням у тому, що, перебуваючи на засланні, він «вів серед навколишнього населення пораженську агітацію, кажучи про близьку війну і падіння радянської влади і необхідності боротьби з останньою, а також намагався використати Церкву для організації боротьби з радянською владою». Винним себе не визнав. Перебував в одиночній камері без права передач і побачень. У 1931 році відхилив пропозицію чекіста Євгена Тучкова дати підписку про співпрацю з органами в якості інформатора. Після бесіди з Тучковим був частково паралізований, був хворий також цингою і астмою. 23 липня 1931 Особливою нарадою ОДПУ засуджений до 5 років ув'язнення в таборі, проте був залишений у в'язниці у внутрішньому ізоляторі. Віруючі при цьому перебували в упевненості, що він продовжує жити у заполярному засланні. Важко страждав від хвороб, просив відправити його в табори:
Я постійно стою перед загрозою страшнішою, ніж смерть. Мене особливо вбиває позбавлення свіжого повітря, мені ще жодного разу не доводилося бути на прогулянці удень; не бачачи третій рік сонця, я втратив відчуття його. ... Хвороби все сильніше і сильніше поглиблюються і наближують до могили. Відверто кажучи, смерті я не боюся, тільки не хотілося б вмирати у в'язниці, де не можу прийняти останнього напуття і де свідками смерті будуть одні стіни.
У липні 1933 року йому були заборонені прогулянки в загальному дворі (навіть вночі) - вони були замінені на прогулянки в маленькому сирому дворику, де повітря було наповнений випарами від туалету. Незважаючи на це, продовжував відмовлятися від складання своїх повноважень.
Між лютим 1934 і липнем 1936 митрополит Петро був переведений з внутрішнього ізолятора ПП ОГПУ по Уралу в Свердловську до Верхньоуральського політізоляторя [17]. У липні 1936 року його ув'язнення було в черговий раз продовжено на 3 роки. Наприкінці 1936 року в Патріархію надійшли неправдиві відомості про смерть Патріаршого місцеблюстителя, яка нібито наступила 29 вересня [18], внаслідок чого 27 грудня 1936 митрополит Сергій прийняв на себе титул Патріаршого місцеблюстителя. За митрополитом Петром була відслужена панахида.

### Смерть
У серпні 1937 року Патріаршого місцеблюстителя застав «Великий терор», начальство Верхньоуральського політізолятора приступило до прискореної фабрикації розстрільних справ. Помічник начальника в'язниці подав рапорт тимчасово виконуючому обо'язки начальника в'язниці, в якому повідомлялося «про настрої ув'язненого № 114»:
Він ... розповів мені, що він до цього дня вважає себе місцеблюстителем патріаршого престолу, що він через це і сидить, так як категорично відмовився від пропозиції ОГПУ зняти з себе цей сан на користь «різних пройдисвітів, відлучених мною ж від церкви» - так сформулював він причини своєї відмови. Далі він, намагаючись всіляко утриматися від злісних випадів, які у ув'язненого - видно було - так і рвалися назовні, заявив, що «в таких умовах гоніння на церкву і її діяльність всупереч державній конституції» він зняв би з себе обов'язки місцеблюстителя престолу, але, будучи пов'язаний клятвою даною на всеросійському соборі - цього зробити не може. При цьому ув'язнений висловив думку, що радянська влада несправедлива, утримуючи його «невинного в ув'язненні, домагаючись смерті», так як з цього нічого не вийде, бо при його житті вже призначено 3 заступника у заповіті, а кожен заступник, в свою чергу, призначив 3 -х заступників і таким чином заступників «вистачить на 1000 років», як він висловився. Це, мені здається, було сказано виключно в тому сенсі, що дана їм обіцянка церковникам забезпечує активну боротьбу зі своввладою і контрреволюційну діяльність їх на нескінченно довгий термін.
Тимчасовий виконувач обов'язків начальника в'язниці, в свою чергу, приписав: «Аналогічні міркування і його ставлення до існуючого ладу він мені також висловлював неодноразово на обходах» 
2 жовтня 1937 року трійкою НКВД по Челябінській області засуджений до розстрілу. 10 жовтня був розстріляний - за різними версіями, в тюрмі НКВД в Магнітогорську або на станції Куйбас Південно-Уральської залізниці (в передмісті Магнітогорська). Місце поховання залишається невідомим, найімовірніше, в районі станції Куйбас, де в братських могилах були поховані розстріляні в УНКВС Магнітогорська.

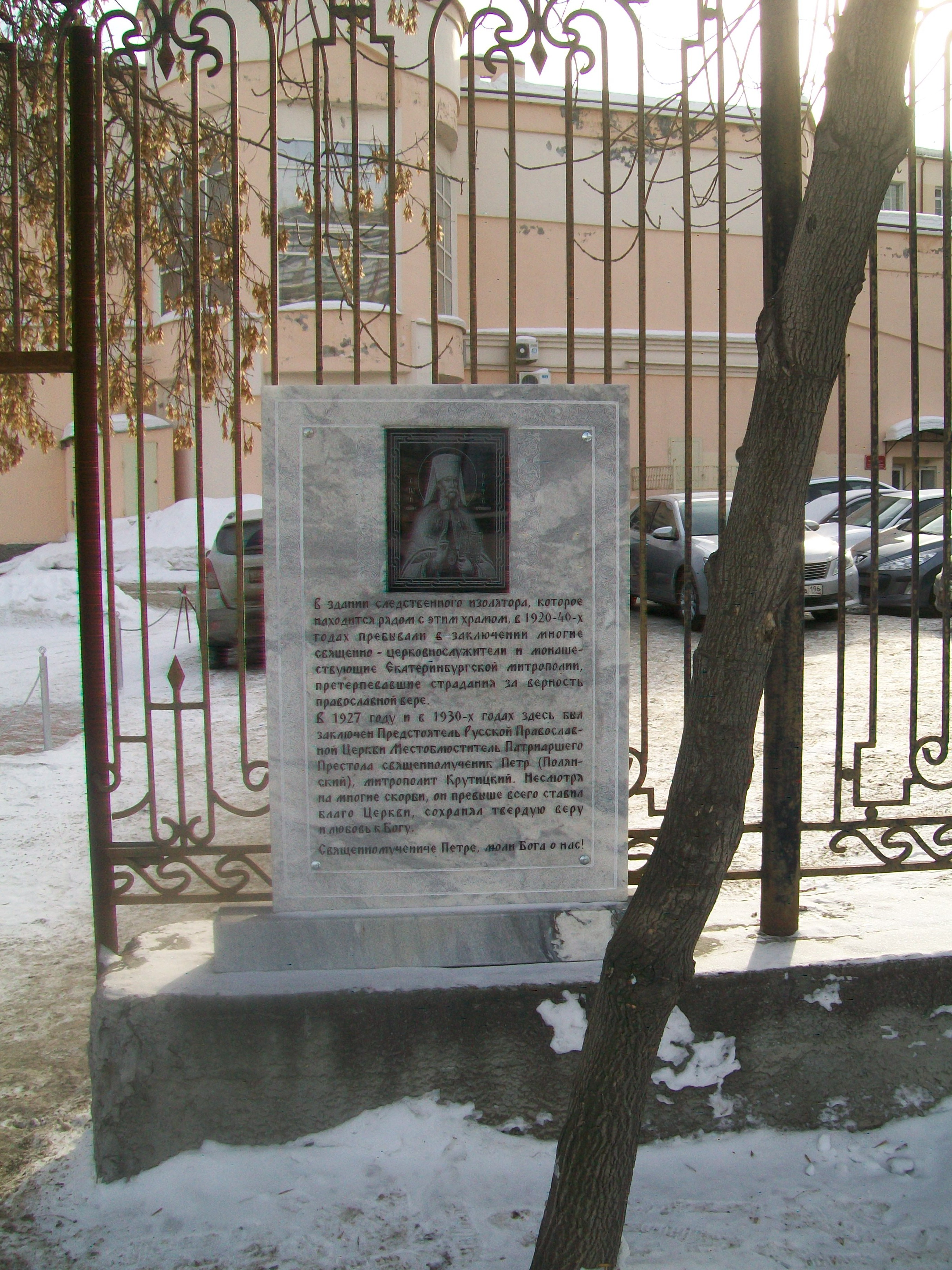
Меморіальна дошка біля входу в слідчий ізолятор Єкатеринбурга, де сидів Петро (Полянський)

## Канонізація і шанування
На Архієрейському соборі, який відбувся в лютому 1997 року, було винесено ухвалу про причислення Місцеблюстителя патріаршого престолу митрополита Крутицького Петра (Полянського) до лику святих.
У 2003 році в місті Магнітогорськ Челябінської області на алеї до Свято-Вознесенського собору в його пам'ять був споруджений хрест. У 2013 році ім'ям священномученика Петра, митрополита Крутицького був названий єпархіальний духовно-просвітницький центр при соборі.
На батьківщині митрополита Петра в селі Сторожовому-1 в 2012 році закінчено будівництво храму на честь священномученика Петра (Полянського) 
Митрополит Петро був обраний небесним покровителем створеної 26 липня 2012 року Магнітогорської єпархії.